# وايلد بيل هيكوك
كان جيمس باتلر هيكوك (27 مايو 1837 – 2 أغسطس 1876)، المعروف باسم «وايلد بيل» هيكوك، بطلًا شعبيًا في الغرب الأمريكي القديم، واشتهر بعمله عبر الحدود كراعٍ للماشية، وقائد عربات، وجندي، وجاسوس، ومستطلع، ورجل قانون، ومقاتل، ومقامر، ورجل استعراض وممثل. اكتسب قدرًا كبيرًا من سوء السمعة في وقته، وقد عزز معظمها العديد من القصص الدخيلة التي كانت مفبركةً في كثير من الأحيان. رغم زيف بعض التقارير المعاصرة عن مآثره وظهورها على أنها مختلقة، إلا أنها بقيت الأساس خلف معظم شهرته وسمعته، إلى جانب قصصه الخاصة.
وُلد هيكوك وترعرع في مزرعة شمال إلينوي في الوقت الذي انتشرت فيه النشاطات الخارجة عن القانون والاقتصاص غير القانوني بسبب تأثير مجموعات «قطاع البراري». انجر هيكوك وراء نمط الحياة البربري هذا واتجه غربًا بعمر 18 عامًا كهارب من العدالة، وعمل في قيادة الحناطير ولاحقًا كرجل قانون في الأراضي الحدودية لكنساس ونبراسكا. حارب مع جيش الاتحاد وعمل في التجسس لصالحه خلال الحرب الأهلية الأمريكية، واكتسب شعبيةً بعد الحرب كمستطلع ورامٍ وممثل ومقامر محترف. على مدار سنين حياته، شارك في العديد من حوادث إطلاق النار البارزة.
في عام 1876، تعرض هيكوك لإطلاق نار من الخلف وقُتل خلال لعب البوكر في صالون في ديدوود، مقاطعة داكوتا (التي تُعرف اليوم بداكوتا الجنوبية) على يد جاك ماكول، مقامر غير ناجح. سُميت يد الكروت التي يُعتقد أنه حملها في وقت موته بيد الرجل الميت: زوجان، آسان سوداوان وثمانيتان.
بقي هيكوك شخصيةً شعبيةً في تاريخ الحدود. خلدت العديد من المواقع التاريخية والآثار حياته، وقد صُور عدة مرات في الأدب والأفلام والتلفاز. يُوصف بشكل رئيسي كبطل القصة، على الرغم من كون أفعاله في الروايات التاريخية مثيرةً للجدل، بالإضافة إلى أن حياته المهنية مبالغ فيها سواء بواسطته أو بواسطة الكثيرين من صناع الأساطير. بينما زعم هيكوك أنه قتل عددًا كبيرًا من الرجال المسلحين المعروفين وغير المعروفين على مدى حياته، وفقًا لجوزيف جي. روزا، مؤلف سيرة هيكوك الذاتية وصاحب السلطة الأساسية على وايلد بيل، فإن هيكوك قد قتل ستة أو سبعة رجال فقط في حوادث إطلاق النار.

## وفاته
في 1 أغسطس 1876، وبينما يلعب هيكوك البوكر في صالون نوتال آند مان رقم 10 في ديدوود، مقاطعة داكوتا، جلس رجل مخمور يُدعى جاك ماكول على مقعد شاغر ليلعب. خسر ماكول بشكل فادح. شجعه هيكوك على الانسحاب من اللعبة حتى يتمكن من تغطية خسارته، وعرض إعطاءه بعض المال من أجل الفطور. على الرغم من قبول ماكول للمال، إلا أنه شعر بالإهانة على ما يبدو.
في اليوم التالي، لعب هيكوك البوكر مرةً أخرى، وعادةً ما جلس موجهًا ظهره نحو الحائط إذ مكنه هذا من رؤية المدخل، لكن عندما انضم إلى اللعبة، لم يجد مكان جلوس شاغر سوى مقعد واحد يعاكس الباب، طلب هيكوك مرتين من رجل على الطاولة، تشارلز ريتش، أن يتبادلا أماكن الجلوس، لكن ريتش رفض ذلك.
دخل ماكول الصالون، ومشى باتجاه هيكوك، وسحب مسدسه من طراز كولت 1873 وصرخ «اللعنة عليك! خذ هذا!» قبل أن يطلق النار مباشرةً نحو رأس هيكوك من الخلف على بعد مسافة قريبة.
توفي هيكوك مباشرةً. اخترقت الرصاصة خده الأيمن وأصابت لاعبًا آخر، كابتن الزوارق ويليام ماسي، في معصمه الأيسر. يُعتقد أن هيكوك قد أخبر صديقه تشارلي أوتر وأخرين من الذين سافروا معه عن اعتقاده بأنه سيُقتل في ديدوود.

### محاكمة جاك ماكول
يُعد دافع ماكول لقتل هيكوك موضع تكهنات، ويرتبط بشكل كبير مع غضب ماكول من إعطاء هيكوك المال له من أجل الفطور في اليوم السابق، بعد خسائره الفادحة في البوكر.
استُدعي ماكول ليمثل أمام «هيئة محلفي عمال المناجم» غير الرسمية (مجموعة محلية مخصصة من عمال المناجم ورجال الأعمال). ادعى ماكول بأنه انتقم من هيكوك لقتله أخيه في السابق، وهو ما قد يكون صحيحًا. (قُتل رجل يُدعى لو ماكول على يد رجل قانون مجهول في أبيلين، كنساس، لكن من غير المؤكد وجود صلة قرابة ما بين الرجلين). بُرئ ماكول من تهمة القتل، ما دفع صحيفة بلاك هيلز بيونير إلى تحرير مقال ورد فيه: إذا أوصلنا سوء حظنا إلى قتل رجل ما... سنطلب ببساطة أن تحدث محاكمتنا في بعض معسكرات المناجم في هذه التلال.» اشتهرت الكارثة جين بقيادتها حشدًا من الأشخاص الذين قاموا بتهديد ماكول بالإعدام شنقًا، ولكن في الوقت الذي توفي فيه هيكوك، كانت جين في الحقيقة محتجزةً لدى السلطات العسكرية.
بعد تباهيه بقتل هيكوك، أُلقي القبض على ماكول مرةً أخرى. لم تُعتبر المحاكمة الثانية خطرًا مزدوجًا بسبب هيئة المحلفين غير النظامية في المحاكمة الأولى بالإضافة إلى أن ديدوود كانت في دولة هندية. عُقدت المحاكمة الثانية في ينكتون، عاصمة مقاطعة داكوتا. سافر شقيق هيكوك، لورينزو باتلر، من إلينوي من أجل حضور إعادة المحاكمة. أُدين ماكول وحُكم عليه بالإعدام.[بحاجة لمصدر]

أجرى المراسل ليندر ريتشاردسون مقابلةً مع ماكول قبل إعدامه بفترة وجيزة، وكتب مقالًا عنه في عدد أبريل 1877 في سكرايبنرز مونثلي. تحدث باتلر مع ماكول عقب المحاكمة وقال بأن ماكول لم يظهر أي ندم.
وبينما أكتب الأسطر الختامية لهذا المخطط الموجز، تصلني كلمة تفيد بإعادة إلقاء القبض على قاتل وايلد بيل من قبل سلطات الولايات المتحدة، إذ حُكم عليه بالإعدام بتهمة القتل العمد. هو الآن في ينكتون، دي. تي. في انتظار إعدامه. اقتُرح في المحاكمة [الثانية] أن [ماكول] قد استُؤجر بواسطة المقامرين الذين يخشون أن يأتي الوقت الذي ينصب فيه مواطنون أفضل بيل بطلًا للقانون والنظام – وهو منصب شغله سابقًا في حياة كنساس على الحدود، بفضل رجولته وشجاعته.
أُعدم جاك ماكول شنقًا في 1 مارس 1877 ودُفن في المقبرة الرومانية الكاثوليكية. نُقلت المقبرة في عام 1881، وعندما استُخرجت جثة ماكول، وُجدت انشوطة حبل المشنقة معلقةً حول رقبته.

### يد الرجل الميت
لعب هيكوك بوكر فايف-كارد ستاك أو فايف-كارد درو قبل تعرضه لإطلاق النار. وحمل زوجين من الكروت: آسان سوداوان وثمانيتان سوداوان ككروت «مكشوفة». بقيت هوية الكرت الخامس («بطاقة الحفرة» خاصته) موضع تكهنات.